# Apenburg-Winterfeld
Apenburg-Winterfeld ist ein Flecken der Verbandsgemeinde Beetzendorf-Diesdorf im Altmarkkreis Salzwedel in Sachsen-Anhalt.

## Geografie
Apenburg-Winterfeld liegt zwischen Gardelegen und Salzwedel in der Altmark.
Der Flecken besteht aus folgenden Ortsteilen und Wohnplätzen:
- Altensalzwedel
- Apenburg mit dem Wohnplatz Neue Mühle
- Baars
- Hagen
- Klein Apenburg
- Quadendambeck
- Recklingen
- Rittleben
- Saalfeld
- Winterfeld mit dem Wohnplatz Bahnhof

## Geschichte
Die Gemeinde Flecken Apenburg-Winterfeld ist am 1. Juli 2009 entstanden und gehörte zur Verwaltungsgemeinschaft Beetzendorf-Diesdorf. Nach deren Auflösung am 1. Januar 2010 wurde sie der Verbandsgemeinde Beetzendorf-Diesdorf zugeordnet.
Durch einen Gebietsänderungsvertrag haben die Gemeinderäte der Gemeinden Flecken Apenburg, Altensalzwedel und Winterfeld am 23. September 2008 beschlossen, dass ihre Gemeinden aufgelöst und zu einer neuen Gemeinde mit dem Namen Apenburg-Winterfeld vereinigt werden. Die neue Gemeinde ist berechtigt die Bezeichnung Flecken weiterzuführen. Dieser Vertrag wurde vom Landkreis als unterer Kommunalaufsichtsbehörde genehmigt und trat am 1. Juli 2009 in Kraft.
|  |  |

## Religionen
Die Volkszählung in der Europäischen Union 2011 zeigte, dass von den 1782 Einwohnern des Fleckens Apenburg-Winterfeld rund 43 % der evangelischen und rund 3 % der katholischen Kirche angehörten.

## Politik
Bei der Wahl zum Gemeinderat am 26. Mai 2019 ergab sich folgende Verteilung der zwölf Sitze des Gremiums:
| Partei / Liste                      | Stimmenanteil | Sitze |
| ----------------------------------- | ------------- | ----- |
| CDU                                 | 27,7 %        | 3     |
| Unabhängige Wählergemeinschaft      | 26,0 %        | 3     |
| Altensalzwedeler Wählergemeinschaft | 21,3 %        | 3     |
| Freiwillige Feuerwehr Apenburg      | 25,1 %        | 3     |
| Gesamt                              |               | 12    |

Die Wahlbeteiligung lag bei 64,4 Prozent.